# Glavna sudetska staza
Glavna sudetska staza Mieczysława Orłowicza (polj. Główny Szlak Sudecki imienia Mieczysława Orłowicza, "GSS") je pješački planinarski put markiran crvenom bojom prolazeći iz Świeradowa-Zdroju u Prudnik kroz najzanimljivije dijelove Sudeta.

## Povijest
Ideja staze pokazala se na sastanku Sudetske komisije poljskog tatranskoga društva koji se održao 24. listopada 1947. Godinu dana kasnije počeli su radovi na markaciji staze. Prilikom 100-godišnjice turizma u Poljskoj 1973., Komisija za planinarstvo Glavne uprave PTTK-a nazvala je Glavnu sudetsku stazu po Mieczysławu Orłowiczu kao priznanje za njegov doprinos za turizam i znanje o zemlji. 

## Ruta
Tijekom godina ruta staze se mijenjala. Trenutno počinje u Świeradowu-Zdroju, prolazi kroz Izerske planine (Wysoka Kopa, 1126 m; Wysoki Kamień, 1058 m) u Szklarsku Porębu, zatim kroz Krkonoše (Vodopad Kamieńczyka, Wielki Szyszak – 1509 m, Prijevoj pod Śnieżkom – 1389 m) u Karpacz; sljedeće etape su planine Rudawy Janowickie (Skalnik, 945 m) ka Krzeszowu, Kamene i Crne planine k Jedlini-Zdroju, Sovlje planine (Wielka Sowa, 1015 m), Srebrni prijevoj odvajajući ih od Bardzkih planina. Dalje, kroz Wambierzyce, staza vodi u Stone planine te u sudetska odmarališta: Kudowa-Zdrój, Duszniki-Zdrój; dalje: Orlickie i Bystrzyckie planine, vodopad Wilczki, Masiv Śnieżnika, planine Krowiarki, Lądek-Zdrój, Zlatne planine u Paczków (gdje je godinama završavao na željezničkoj stanici) i dalje kroz Kałków, Głuchołazy, Opavske planine u Prudnik. 
Staza mimoilazi neke važne sudetske tačke, uključujući vrhove: Śnieżka i Śnieżnik.
Dužina staze je oko 440 km a vrijeme prijelaza – 104 sati.
- Gore navedene nazive su prijevod iz poljskog jezika. Dolje su originalne versije nekih od njih:

Izerske planine – polj. Góry Izerskie, češ. Jizerské hory, Krkonoše – polj. Karkonosze, češ. Krkonoše, Prijevoj pod Śnieżkom – Przełęcz pod Śnieżką, Kamene planine – polj. Góry Kamienne, češ. Meziměstská vrchovina, Crne planine – Góry Czarne, Sovlje planine – Góry Sowie, Srebrni prijevoj – Przełęcz Srebrna, Bardzke planine – Góry Bardzkie, Stone planine – polj. Góry Stołowe, češ. Stolové hory, Orlickie planine – polj. Góry Orlickie, češ. Orlické hory, Bystrzyckie planine – polj. Góry Bystrzyckie, češ. Bystřické hory, Masiv Śnieżnika – polj. Masyw Śnieżnika, češ. Králický Sněžník, Zlatne planine – polj. Góry Złote, češ. Rychlebské hory, Opavske planine – polj. Góry Opawskie, češ. Zlatohorská vrchovina

## Planinarstvo
Staza je dostupna tijekom cijele godine, iako neki od njegovih dijelova mogu biti zatvoreni zimi, zbog mogućnosti lavina (Krkonoše) i opasnih močvara (Stone planine). Ima mnogo planinarskih kuća, kojima upravlja PTTK (Poljsko turističko društvo). Poljske planinarske kuće su obavezne nastanitisvatkoga tko nije u stanju pronaći drugo mjesto prije zalaska sunca ili u hitnim slučajevima, iako u primitivnim uvjetima.

## Galerija
- Markacija staze na vrhu Słoneczniku (1420 m)
- Sněžka (1602 m) – najviši vrh oko staze
- Samotnia – planinarska kuća u Krkonošama
- Zlatne planine u istočnom dijelu staze

## Planinarski domovi
- Planinarski dom PTTK na Stogu Izerskom (Schronisko PTTK Na Stogu Izerskim)
- Planinarski dom Visoki Kamen (Schronisko Wysoki Kamień)
- Planinarski dom "Kamieńczyk" (Schronisko „Kamieńczyk”)
- Planinarski dom PTTK na Hali Szrenickoj (Schronisko PTTK Na Hali Szrenickiej)
- Planinarski dom Szrenica (Schronisko Szrenica)
- Planinarski dom PTTK "Pod Łabskom vrhom" (Schronisko PTTK „Pod Łabskim Szczytem”)
- Planinarski dom PTTK "Preporod" (Schronisko PTTK „Odrodzenie”)
- Planinarski dom "Šleski dom" (Schronisko „Dom Śląski”)
- Planinarski dom PTTK "Samotnia" (Schronisko PTTK „Samotnia”)
- Planinarski dom PTTK "Strzecha Akademicka" (Schronisko PTTK „Strzecha Akademicka”)
- Planinarski dom PTTK "Nad Łomniczkom" (Schronisko PTTK „Nad Łomniczką”)
- Planinarski dom PTTK "Andzrzejówka" (Schronisko PTTK „Andrzejówka”)
- Planinarski dom PTTK "Zygmntówka" (Schronisko PTTK „Zygmuntówka”)
- Planinarski dom "Orao" (Schronisko „Orzeł”)
- Planinarski dom "Sova" (Schronisko „Sowa”)
- Planinarski dom PTTK "Pastirica" (Schronisko PTTK „Pasterka”)
- Planinarski dom PTTK "Na Szczeliniecu" (Schronisko PTTK „Na Szczelińcu”)
- Planinarski dom PTTK "Pod Muflonom" (Schronisko PTTK „Pod Muflonem”)
- Planinarski dom PTTK "Orlica" (Schronisko PTTK „Orlica”)
- Planinarski dom PTTK "Jagodna" (Schronisko PTTK „Jagodna”)
- Planinarski dom "Na Iglicznoj" (Schronisko „Na Iglicznej”)
- Planinarski dom PTTK "Na Śnieżniku" (Schronisko PTTK „Na Śnieżniku”)
- Planinarski dom PTTK "Pod Kopom Biskupiom" (Schronisko PTTK „Pod Kopą Biskupią”)

## Vanjske poveznice
- Točna trasa staze
- Štafeta Glavnom sudetskom stazom – KTE Tramp, 18-24.04.2004
- Točan opis staze na sajtu Piotra Aftarczuka
- Glavna sudetska staza završava u Prudniku - Andrzej Dereń; (u:) Tygodnik Prudnicki, 13.07.2011[neaktivna poveznica]